# AK-107
El AK-107 es un fusil de asalto ruso de calibre 5,45 mm, desarrollado a partir de la serie AK-100. Cuenta con un mecanismo de retroceso equilibrado, similar al utilizado en el AEK-971. En este caso, las siglas AK no indican Avtomat Kalashnikova sino Alexandrov Kalashnikov. La nueva denominación indica la incorporación de un nuevo sistema de gas, diseñado por Yuri Alexandrov, en los fusiles de tipo Kalashnikov.

## Historia
Estos nuevos fusiles derivan del fusil experimental AL-7 de principios de la década de 1970. El AL-7 utilizaba un innovador sistema de equilibrado del retroceso conocido con el nombre de BARS (Balanced Automatics Recoil System en inglés), desarrollado por Peter Andreevich Tkachev del TsNIITochMash (Instituto Central de Investigación para la Construcción de Máquinas de Precisión), que fue utilizado por primera vez en el fusil de asalto AO-38 de 1965, y que básicamente elimina el retroceso y la elevación de la boca del arma. Más tarde, el sistema fue modificado por Alexandrov, un ingeniero subalterno en la fábrica de armas Izhmash, y los prototipos fueron producidos bajo la denominación AL-7. El AL-7 fue considerado demasiado caro para la producción en aquel momento y el ejército soviético seleccionó, en su lugar, el AK-74 como nuevo fusil de servicio.
Hasta mediados de la década de 1990 no se realizó ninguna modificación, cuando Alexandrov, que ocupaba entonces el cargo de ingeniero jefe, dirigió la actualización de su diseño para desarrollar una alternativa menos costosa para el AN-94. El nuevo fusil sólo difería ligeramente del original AL-7: el AK-107 no tiene la recámara acanalada y se añadió la opción de ráfaga corta (tres disparos); aparte de estas, las diferencias son mínimas.

## Características
El AK-107 y el AK-108 representan un cambio significativo en el funcionamiento del Kalashnikov, diseñado originalmente a finales de la década de 1940. El nuevo fusil cuenta con un sistema de equilibrado que aprovecha la tercera ley de Newton del movimiento, que establece que por cada acción hay una reacción igual y opuesta. Este sistema utiliza un mecanismo para reducir el retroceso que está compuesto por dos barras que se mueven en direcciones opuestas, de tal modo que equilibran el arma. Una barra, la superior, dispone de un pistón de gas orientado hacia delante, al igual que la otra barra. El cilindro de gas se divide en dos en el extremo delantero del guardamanos para alojar las dos barras. La cubierta ensanchada del tubo de gas en la parte alta del guardamanos sirve de guía para ambas barras.
Cuando el arma se dispara, los gases de la combustión penetran en el cilindro de gas, impulsando el cerrojo hacia atrás y la barra superior del mecanismo antirretroceso hacia delante. La sincronización del movimiento de ambos elementos se lleva a cabo mediante una rueda dentada con forma de estrella, de modo que se alcanza la máxima extensión, o punto nulo en el que las fuerzas son exactamente iguales, en el mismo instante. La sensación de retroceso se elimina, y mejora la precisión y el control cuando se dispara el arma en modo automático. El desplazamiento de las partes móviles del AK-107 es menor que en otros diseños Kalashnikov, por lo que la cadencia alcanza los 850-900 disparos por minuto frente a los 600 disparos por minutos de otros AK. No obstante, al suprimir prácticamente le retroceso, el fabricante asegura que la precisión es mayor, especialmente durante el disparo automático. Algunos informes hablan de una mejora de 1,5 a 2 veces, en comparación con la serie original AK-100.
El AK-107 es una arma de disparo selectivo, capaz de efectuar ráfagas de tres balas además de disparar en los modos tradicionales: semiautomático y automático. En el AK-107 se restablece la posición «tres disparos» cada vez que se libera el gatillo, a pesar de que solo se hayan disparado una o dos balas.
Las diferencias externas entre el AK-107 y sus predecesores son mínimas. Entre estas se cuentan un mecanismo de eyección modificado y una cubierta más gruesa de las barras de compensación. El retén de la cubierta del cajón de mecanismos es giratorio, en lugar del tradicional botón de los Kalashnikov en la parte trasera. El alza también se une directamente al cajón de mecanismos en vez de cubrirlo y el selector de disparo tiene cuatro posiciones en lugar de tres. Se pueden acoplar miras ópticas y nocturnas, y el fusil también acepta un lanzagranadas GP-25 de calibre 40 mm.
El AK-108 es una versión del AK-107 que utiliza munición de calibre 5,56 x 45 OTAN. Al igual que el resto de fusiles AK-100, estos nuevos AK usan materiales sintéticos como el polímero reforzado con fibra de vidrio en el pistolete, la culata y el guardamanos. Este material es mucho más eficiente y resistente que las piezas de madera utilizadas con la misma finalidad en los AKM y AK-74.

## Usuarios
- Kazajistán
- Rusia Actualmente está siendo probado por el ejército Ruso con nuevas características que incluyen una culata mejorada, rieles para accesorios montados en la parte superior y lateral, cargador de pila cuádruple de 60 rondas Izhmash de alta capacidad y mira holográfica.